# Acuerdo Global e Inclusivo de Pretoria
El Acuerdo Global e Inclusivo de Pretoria es un tratado firmado en la ciudad de Sudáfrica, el 16 de diciembre de 2002 para la pacificación de la República Democrática del Congo. Estuvo precedido por el Acuerdo de Alto el Fuego de Lusaka. Fue seguido por la Constitución de la transición en 2003 y el gobierno de transición o gobierno 1 + 4 el 30 de junio de 2003.